# Идиопатски изненадни сензорнеурални губитак слуха
Идиопатски изненадни сензорнеурални губитак слуха (акроним ИИСГС) или изненадна глувоћа је озбиљан сензорнеурални губитак слуха који се развија у року од неколико сати или се осети при буђењу, и сматра се хитним стањем у оториноларингологији. Како у већини случајева није пронађен познати узрок, овакав губитак слуха пацијента се дефинише као идиопатски.
Сваке године погађа око 1/5.000 људи. Почетни губитак слуха је обично једностран (осим изазван лековима) и може бити благ до озбиљан. Најчешће је праћен зујањем у ушима, а код неких губитком свести, вртоглавицом или једним и другим.
Постоји неколико третмана које заговарају различити аутори, али ниједан третман није прихваћен од свих. Разноликост протокола лечења је последица недостатка потпуно схваћене етиопатогенезе болести. Конфузија је појачана јер постоји и стопа спонтаног опоравка код приближно 40% пацијената без икаквог лечења.

## Дефиниција
Идиопатски изненадни сензорнеурални губитак слуха  се дефинише као сензорнеурални губитак слуха од 30 децибела (дБ) или више током најмање три узастопне аудиометријске фреквенције са почетком мање од три дана. Ова дефиниција се често користи како би била у складу са литературом и критеријумима Националног института за глувоћу и друге комуникацијске поремећаје.
У клиничкој пракси, међутим, често је разумно и неопходно проширити дефиницију на случајеве са мање од 30 дБ губитка слуха.

## Епидемиологија
Инциденција ИИСГС је отприлике пет до 20 случаја на 100.000 становника.

## Етиологија и патогенеза
Етиологија и патогенеза ИИСГС за сада остају непознате. Предложене теорије укључују васкуларни компромис, руптуре лабиринтске мембране, вирусну инфекцију пужа, итд. У многим студијама нису пронађени хистолошки корелати у ушима које су повратиле слух након третмана. Код  преосталих  ушију, преовлађујуће абнормалности укључивале су губитак потпорних ћелија Кортијевог органа, губитак текторијалне мембране, губитак стрије васкуларис и губитак кохлеарних неурона.

## Клиничка слика
Пацијенти са наглим погоршањем слуха су збуњени, забринути и узнемирени. Лечење увек треба да укључује уверавање и ублажавање страхова: страха од тумора и страха од трајне глувоће. Мала субпопулација пацијената чије је једино ухо захваћено захтева посебну пажњу. Ови пацијенти због губитка слуха практично постају глуви и брзо траже медицинску помоћ.

## Прогноза
У општој пракси оториноларинголога, значајан број пацијената са ИИСГС јавља се више од седам дана након појаве симптома. То је зато што је уобичајени почетни симптом ИИСГС слушна пуноћа или осећај зачепљености у захваћеном уху. Пошто је ово неспецифичан симптом, лекари примарне здравствене заштите и пацијенти су без аларма, што често узрокује кашњење у започињању одговарајућег лечења. Лекари опште праксе често започињу антибиотике или стероидни спреј за нос и упућују пацијента специјалисти тек након што се не види побољшање. 
Постоји неколико студија посвећених процени утицаја времена до почетка терапије; већина ових студија садржи добар део пацијената који се јављају мање од седам дана од појаве симптома, што је унутар препорученог временског оквира за лечење. Након прегледа литературе последњих пет година истраживања о изненадном губитку слуха код одраслих, ниједна студија није званично посвећена процени просечног времена између појаве симптома и презентације у ИИСГС. Неколико студија је било посвећено испитивању ефекта времена које је протекло пре почетка лечења. Још мање студија је посвећено испитивању одговора на лечење код касних излагача. Није пронађена ниједна студија која би истовремено упоређивала ефикасност оралних стероида и интратимпанијских стероида у касним презентацијама (више од седам дана од појаве симптома). Занимљиво је да су студије које су процењивале ефекте времена које је протекло пре третмана имале супротне резултате. Међутим у неким студијаме је утврђено да је одговор био бољи када је лечење започело рано (у року од седам дана), али је њихова студија била ограничена јер је процењивала само одговор на оралне стероиде. 

## Терапија
На основу неколико доступних квалитетних студија, опште је прихваћено да рана терапијска интервенција у ИИСГС може повећати проценат опоравка. Добро је познато да пацијенти који започну лечење у року од седам дана од појаве симптома имају већу стопу опоравка.
Према актуелним смерницама за клиничку праксу Америчке академије за оториноларингологију - хирургију главе и врата (ААОХНС), орални стероиди, интратимпанични (ИТ) стероиди и хипербарична терапија кисеоником су препоручене опције лечења за ИИСГС.
Интратимпанична инјекција стероида је ефикасна, безбедна и добро толерисана  процедура за лечење ИИСГС као примарни почетни третман који може да избегне потенцијалне штетне ефекте системских стероида.  Просечно побољшање после третмана у односу на просек чистог тона било је 34 ± 21 дБ. Уочено је побољшање резултата дискриминације говора од 48 ± 43%. Пацијенти су примали у просеку 18 мг метилпреднизолона по ињекцији и укупну дозу од 72 мг по циклусу лечења. Нису забележени озбиљни нежељени ефекти.

Већа доза стероида, распоред примене, као и стандардизација критеријума за опоравак слуха још увек треба да се прецизно утврди.
Комитет за хипербаричну терапију кисеоником Подводног и хипербаричног медицинског друштва САД, одобрио је употребу хипербаричне оксигенотерапије у барокоморама код идиопатског изненадног сензорнеуралног губитка слуха, након што је утврђено да се ова болест карактерише хипоксијом у перилимфи, а самим тим и тимпанону и Кортијевом органу.  Најбољи и најдоследнији резултати се добијају када се хипербарична оксигенотерапија започне у року од две недеље од појаве симптома и комбинује се са лечењем кортикостероидима. Просечно повећање слуха је 19,3 дБ за умерени губитак слуха и 37,7 дБ за тешке случајеве. Ово побољшање доводи оштећење слуха из умереног/тешког опсега у опсег благог/без оштећења. Ово је значајан добитак који може у великој мери побољшати квалитет живота пацијента, како клинички тако и функционално.